# Puchar Sześciu Narodów 2006
Puchar Sześciu Narodów 2006 (2006 Six Nations Championship, a także od nazwy sponsora turnieju, Royal Bank of Scotland – 2006 RBS 6 Nations) – siódma edycja Pucharu Sześciu Narodów, corocznego turnieju w rugby union rozgrywanego pomiędzy sześcioma najlepszymi zespołami narodowymi półkuli północnej. Turniej odbył się pomiędzy 4 lutego a 18 marca 2006 roku.
Wliczając turnieje w poprzedniej formie, od czasów Home Nations Championship i Pucharu Pięciu Narodów, była to 112. edycja tych zawodów. W turnieju brały udział reprezentacje narodowe Anglii, Francji, Irlandii, Szkocji, Walii i Włoch.
Rozkład gier opublikowano pod koniec marca 2005 roku, sędziowie zawodów zostali natomiast wyznaczeni na początku września 2005 roku.
Po dwóch meczach z funkcji selekcjonera walijskiej reprezentacji zrezygnował Mike Ruddock, a do końca zawodów zespół prowadził jego asystent, Scott Johnson. Do ostatniej kolejki z szansami na końcowy sukces przystępowały cztery zespoły – Francja oraz Irlandia z trzema zwycięstwami i porażką, a także Anglia oraz Szkocja z bilansem po dwa zwycięstwa i porażki, co stwarzało kilka możliwych scenariuszy:
- przy wygranych Francji i Irlandii o triumfie decydować miała lepsza różnica punktów między tymi zespołami (przed ostatnią kolejką bilans punktowy tych zespołów wynosił odpowiednio +58 i +30);
- zwycięstwo Francji – Francja pokonuje Walię oraz zachowuje lepszy bilans punktowy od Irlandii;
- zwycięstwo Irlandii – Irlandia pokonuje Anglię przy porażce Francji;
- zwycięstwo Anglii – Anglia pokonuje Irlandię minimum siedmioma punktami przy wysokiej porażce Francji (przed ostatnią kolejką bilans punktowy tych zespołów wynosił odpowiednio +58 i +18);
- zwycięstwo Szkocji – wysokie zwycięstwo Szkocji nad Włochami przy porażkach Francji i Irlandii oraz lepszym bilansie punktowym od Anglików.

W turnieju triumfowali Francuzi, którzy w ostatnim meczu pokonali Walijczyków, pozostawiając Irlandczykom konieczność zwycięstwa nad Anglią różnicą trzydziestu czterech punktów – czteropunktowa wygrana dała im jednak drugie miejsce w zawodach oraz Triple Crown.
Najwięcej punktów w zawodach zdobył Ronan O’Gara, zaś w kategorii przyłożeń z trzema zwyciężyli Mirco Bergamasco i Shane Horgan, Brian O’Driscoll został dodatkowo wybrany najlepszym graczem turnieju. IRB opublikowała następnie podsumowanie statystyczno-analityczne tej edycji.

## Uczestnicy

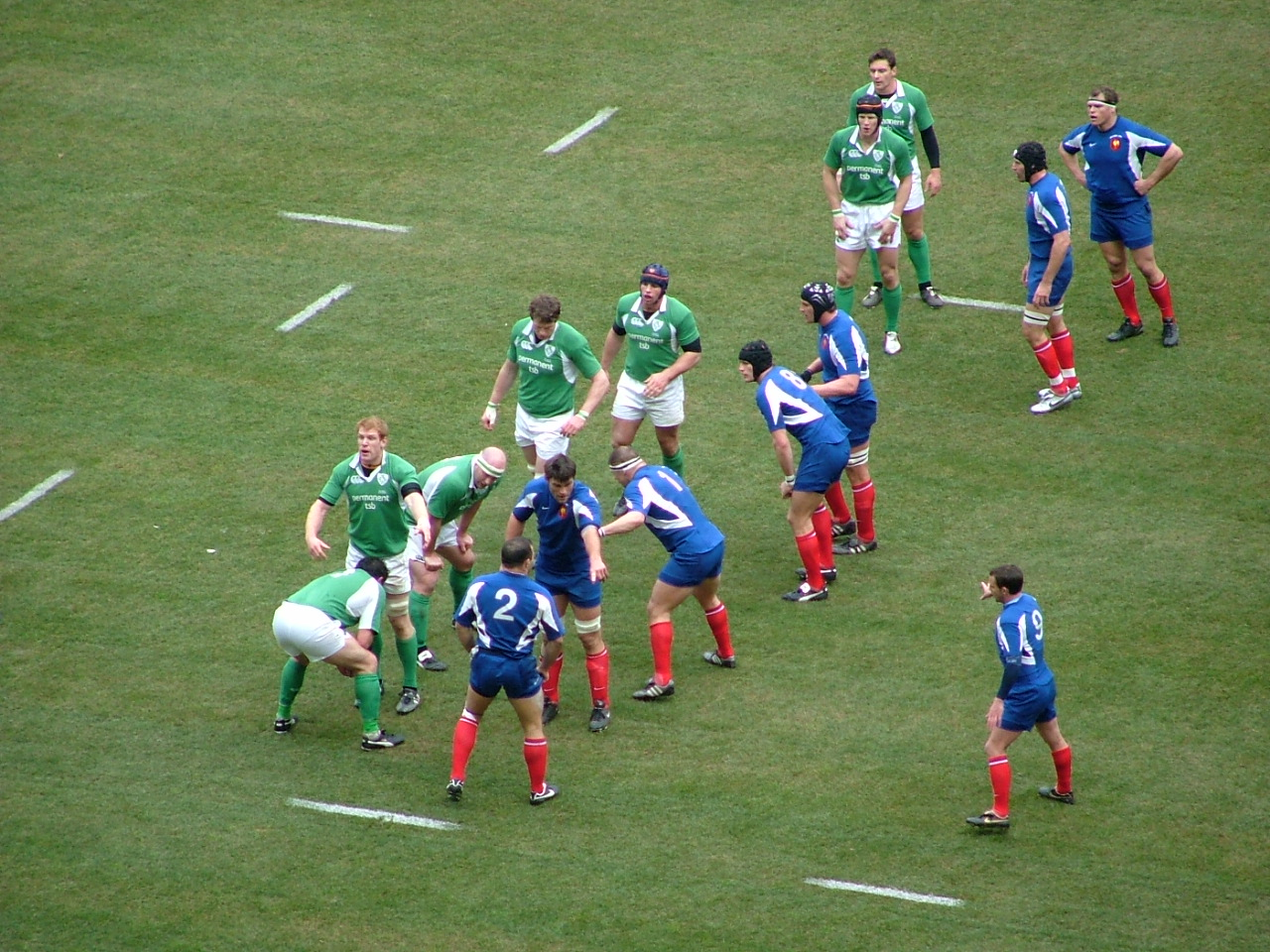
Formacja autowa w meczu Francja–Irlandia

W turnieju uczestniczyły:
| Zespół   | Stadion            | Miasto   | Trener                     | Kapitan          |
| -------- | ------------------ | -------- | -------------------------- | ---------------- |
| Anglia   | Twickenham         | Londyn   | Andy Robinson              | Martin Corry     |
| Francja  | Stade de France    | Paryż    | Bernard Laporte            | Fabien Pelous    |
| Irlandia | Croke Park         | Dublin   | Eddie O’Sullivan           | Brian O’Driscoll |
| Szkocja  | Murrayfield        | Edynburg | Frank Hadden               | Jason White      |
| Walia    | Millennium Stadium | Cardiff  | Mike Ruddock/Scott Johnson | Gareth Thomas    |
| Włochy   | Stadio Flaminio    | Rzym     | Pierre Berbizier           | Marco Bortolami  |

## Mecze

### Tydzień 1
| 4 lutego 200613:30 | Irlandia                                                       | 26:16 | Włochy                                                         | Lansdowne Road, Dublin Sędzia: Dave Pearson |
| 4 lutego 200613:30 | Jerry Flannery 5 (P) Ronan O’Gara 16 (2pd 4K) Tommy Bowe 5 (P) | 26:16 | Mirco Bergamasco 5 (P) Paul Griffen 3 (K) Ramiro Pez 8 (pd 2K) | Lansdowne Road, Dublin Sędzia: Dave Pearson |
| 4 lutego 200613:30 | Ronan O’Gara · Tommy Bowe                                      | 26:16 | Josh Sole · Ramiro Pez                                         | Lansdowne Road, Dublin Sędzia: Dave Pearson |

| 4 lutego 200615:30 | Anglia | 47:13 | Walia                                         | Twickenham Stadium, Londyn Sędzia: Paul Honiss |
| 4 lutego 200615:30 | Andy Goode 4 (2pd) Charlie Hodgson 13 (2pd 3K) Lawrence Dallaglio 5 (P) Lewis Moody 5 (P) Mark Cueto 5 (P) Matt Dawson 5 (P) Mike Tindall 5 (P) Tom Voyce 5 (P) | 47:13 | Martyn Williams 5 (P) Stephen Jones 8 (pd 2K) | Twickenham Stadium, Londyn Sędzia: Paul Honiss |
| 4 lutego 200615:30 | Lee Byrne · Martyn Williams | 47:13 |                                               | Twickenham Stadium, Londyn Sędzia: Paul Honiss |

| 5 lutego 200615:00 | Szkocja                                        | 20:16 | Francja                                                                    | Murrayfield Stadium, Edynburg Sędzia: Jonathan Kaplan |
| 5 lutego 200615:00 | Chris Paterson 10 (2pd 2K) Sean Lamont 10 (2P) | 20:16 | Jean-Baptiste Élissalde 6 (2K) Julien Bonnaire 5 (P) Sébastien Bruno 5 (P) | Murrayfield Stadium, Edynburg Sędzia: Jonathan Kaplan |
| 5 lutego 200615:00 | Sean Lamont                                    | 20:16 | Florian Fritz                                                              | Murrayfield Stadium, Edynburg Sędzia: Jonathan Kaplan |

### Tydzień 2
| 11 lutego 200613:30 | Francja | 43:31 | Irlandia                                                                                     | Stade de France, Saint-Denis Sędzia: Paul Honiss |
| 11 lutego 200613:30 | Aurélien Rougerie 5 (P) Cedric Heymans 10 (2P) David Marty 10 (2P) Jean-Baptiste Élissalde 13 (5pd K) Olivier Magne 5 (P) | 43:31 | Andrew Trimble 5 (P) Donncha O’Callaghan 5 (P) Gordon D’Arcy 5 (P) Ronan O’Gara 16 (P 4pd K) | Stade de France, Saint-Denis Sędzia: Paul Honiss |
| 11 lutego 200613:30 | Florian Fritz | 43:31 | Ronan O’Gara · Tommy Bowe                                                                    | Stade de France, Saint-Denis Sędzia: Paul Honiss |

| 11 lutego 200616:00 | Włochy                                          | 16:31 | Anglia                                                                                      | Stadio Flaminio, Rzym Sędzia: Kelvin Deaker |
| 11 lutego 200616:00 | Mirco Bergamasco 5 (P) Ramiro Pez 11 (pd 2dg K) | 16:31 | Charlie Hodgson 16 (P 4pd K) James Simpson-Daniel 5 (P) Mark Cueto 5 (P) Mike Tindall 5 (P) | Stadio Flaminio, Rzym Sędzia: Kelvin Deaker |
| 11 lutego 200616:00 | Josh Sole                                       | 16:31 |                                                                                             | Stadio Flaminio, Rzym Sędzia: Kelvin Deaker |

| 12 lutego 200615:00 | Walia                                                           | 28:18 | Szkocja                                          | Millennium Stadium, Cardiff Sędzia: Steve Walsh |
| 12 lutego 200615:00 | Gareth Thomas 10 (2P) Robert Sidoli 5 (P) Stephen Jones 8 (4pd) | 28:18 | Chris Paterson 13 (P pd 2K) Hugo Southwell 5 (P) | Millennium Stadium, Cardiff Sędzia: Steve Walsh |
| 12 lutego 200615:00 | Ian Gough · Lee Byrne                                           | 28:18 | Sean Lamont · Scott Murray                       | Millennium Stadium, Cardiff Sędzia: Steve Walsh |

### Tydzień 3
| 25 lutego 200614:00 | Francja | 37:12 | Włochy                     | Stade de France, Saint-Denis Sędzia: Tony Spreadbury |
| 25 lutego 200614:00 | Aurélien Rougerie 5 (P) Dimitri Yachvili 9 (3pd K) Frédéric Michalak 5 (P) Jean-Baptiste Élissalde 3 (K) Pieter de Villiers 5 (P) Thomas Lievremont 5 (P) Yannick Nyanga 5 (P) | 37:12 | Ramiro Pez 12 (dg 3K)      | Stade de France, Saint-Denis Sędzia: Tony Spreadbury |
| 25 lutego 200614:00 | Florian Fritz | 37:12 | Carlo del Fava · Josh Sole | Stade de France, Saint-Denis Sędzia: Tony Spreadbury |

| 25 lutego 200617:30 | Szkocja                                 | 18:12 | Anglia                  | Murrayfield Stadium, Edynburg Sędzia: Alan Lewis |
| 25 lutego 200617:30 | Chris Paterson 15 (5K) Dan Parks 3 (dg) | 18:12 | Charlie Hodgson 12 (4K) | Murrayfield Stadium, Edynburg Sędzia: Alan Lewis |
| 25 lutego 200617:30 | Sean Lamont                             | 18:12 | Danny Grewcock          | Murrayfield Stadium, Edynburg Sędzia: Alan Lewis |

| 26 lutego 200615:00 | Irlandia                                                                             | 31:5 | Walia            | Lansdowne Road, Dublin Sędzia: Jonathan Kaplan |
| 26 lutego 200615:00 | David Wallace 5 (P) Peter Stringer 5 (P) Ronan O’Gara 16 (2pd 4K) Shane Horgan 5 (P) | 31:5 | Mark Jones 5 (P) | Lansdowne Road, Dublin Sędzia: Jonathan Kaplan |
| 26 lutego 200615:00 | Denis Leamy · Ronan O’Gara                                                           | 31:5 | Lee Byrne        | Lansdowne Road, Dublin Sędzia: Jonathan Kaplan |

### Tydzień 4
| 11 marca 200613:30 | Walia                                       | 18:18 | Włochy                                                      | Millennium Stadium, Cardiff Sędzia: Joël Jutge |
| 11 marca 200613:30 | Mark Jones 5 (P) Stephen Jones 13 (P pd 2K) | 18:18 | Ezio Galon 5 (P) Pablo Canavosio 5 (P) Ramiro Pez 8 (pd 2K) | Millennium Stadium, Cardiff Sędzia: Joël Jutge |
| 11 marca 200613:30 | Lee Byrne                                   | 18:18 | Josh Sole                                                   | Millennium Stadium, Cardiff Sędzia: Joël Jutge |

| 11 marca 200615:30 | Irlandia             | 15:9 | Szkocja               | Lansdowne Road, Dublin Sędzia: Stuart Dickinson |
| 11 marca 200615:30 | Ronan O’Gara 15 (5K) | 15:9 | Chris Paterson 9 (3K) | Lansdowne Road, Dublin Sędzia: Stuart Dickinson |
| 11 marca 200615:30 | Ronan O’Gara         | 15:9 | Sean Lamont           | Lansdowne Road, Dublin Sędzia: Stuart Dickinson |

| 12 marca 200615:00 | Francja                                                                                         | 31:6 | Anglia                                 | Stade de France, Saint-Denis Sędzia: Alain Rolland |
| 12 marca 200615:00 | Christophe Dominici 5 (P) Damien Traille 5 (P) Dimitri Yachvili 16 (2pd 4K) Florian Fritz 5 (P) | 31:6 | Andy Goode 3 (K) Charlie Hodgson 3 (K) | Stade de France, Saint-Denis Sędzia: Alain Rolland |
| 12 marca 200615:00 | Florian Fritz                                                                                   | 31:6 |                                        | Stade de France, Saint-Denis Sędzia: Alain Rolland |

### Tydzień 5
| 18 marca 200613:30 | Włochy                                     | 10:13 | Szkocja                                       | Stadio Flaminio, Rzym Sędzia: Alain Rolland |
| 18 marca 200613:30 | Mirco Bergamasco 5 (P) Ramiro Pez 5 (pd K) | 10:13 | Chris Paterson 10 (P pd K) Gordon Ross 3 (dg) | Stadio Flaminio, Rzym Sędzia: Alain Rolland |
| 18 marca 200613:30 | Josh Sole                                  | 10:13 | Sean Lamont                                   | Stadio Flaminio, Rzym Sędzia: Alain Rolland |

| 18 marca 200615:30 | Walia                                                         | 16:21 | Francja                                                                                               | Millennium Stadium, Cardiff Sędzia: Chris White |
| 18 marca 200615:30 | Gavin Henson 3 (K) Hal Luscombe 5 (P) Stephen Jones 8 (pd 2K) | 16:21 | Dimitri Szarzewski 5 (P) Dimitri Yachvili 6 (2K) Florian Fritz 5 (P) Jean-Baptiste Élissalde 5 (pd K) | Millennium Stadium, Cardiff Sędzia: Chris White |
| 18 marca 200615:30 | Lee Byrne                                                     | 16:21 | Florian Fritz                                                                                         | Millennium Stadium, Cardiff Sędzia: Chris White |

| 18 marca 200617:30 | Anglia                                                       | 24:28 | Irlandia                                                        | Twickenham Stadium, Londyn Sędzia: Nigel Whitehouse |
| 18 marca 200617:30 | Andy Goode 14 (pd 4K) Jamie Noon 5 (P) Steve Borthwick 5 (P) | 24:28 | Denis Leamy 5 (P) Ronan O’Gara 13 (2pd 3K) Shane Horgan 10 (2P) | Twickenham Stadium, Londyn Sędzia: Nigel Whitehouse |
| 18 marca 200617:30 | Simon Shaw                                                   | 24:28 | Ronan O’Gara · Simon Easterby                                   | Twickenham Stadium, Londyn Sędzia: Nigel Whitehouse |